# Mlýny
Mlýny (německy Mühlen) jsou obec v okrese Tábor v Jihočeském kraji. Leží osmnáct kilometrů jihovýchodně od Tábora. Leží pod východním úbočím vrchu Choustník (689 m), při ústí Chrbonínského potoka do potoka Černovického. Žije zde 120 obyvatel.

## Historie
První písemná zmínka o obci pochází z roku 1379.

## Obyvatelstvo
| Rok            | 1869 | 1880 | 1890 | 1900 | 1910 | 1921 | 1930 | 1950 | 1961 | 1970 | 1980 | 1991 | 2001 | 2011 | 2021 |
| -------------- | ---- | ---- | ---- | ---- | ---- | ---- | ---- | ---- | ---- | ---- | ---- | ---- | ---- | ---- | ---- |
| Počet obyvatel | 398  | 383  | 419  | 354  | 365  | 328  | 323  | 215  | 219  | 186  | 143  | 150  | 151  | 149  | 120  |
| Počet domů     | 50   | 50   | 51   | 53   | 54   | 56   | 60   | 63   | 55   | 54   | 44   | 66   | 69   | 73   | 75   |

## Obecní správa
Od 1. ledna 1976 do 23. listopadu 1990 k obci patřily Svatá Anna, Tříklasovice a Vlčeves.

### Obecní symboly
Dne 25. dubna 2018 bylo schváleno usnesením výboru pro vědu, vzdělání, kulturu, mládež a tělovýchovu udělení znaku a vlajky obce. Znak a vlajka byly obci uděleny rozhodnutím předsedy Poslanecké sněmovny Parlamentu České republiky dne 3. května 2018.

## Pamětihodnosti
- Kostel svaté Kateřiny
- Křemenný val severně od obce
- Dubová alej

## Galerie

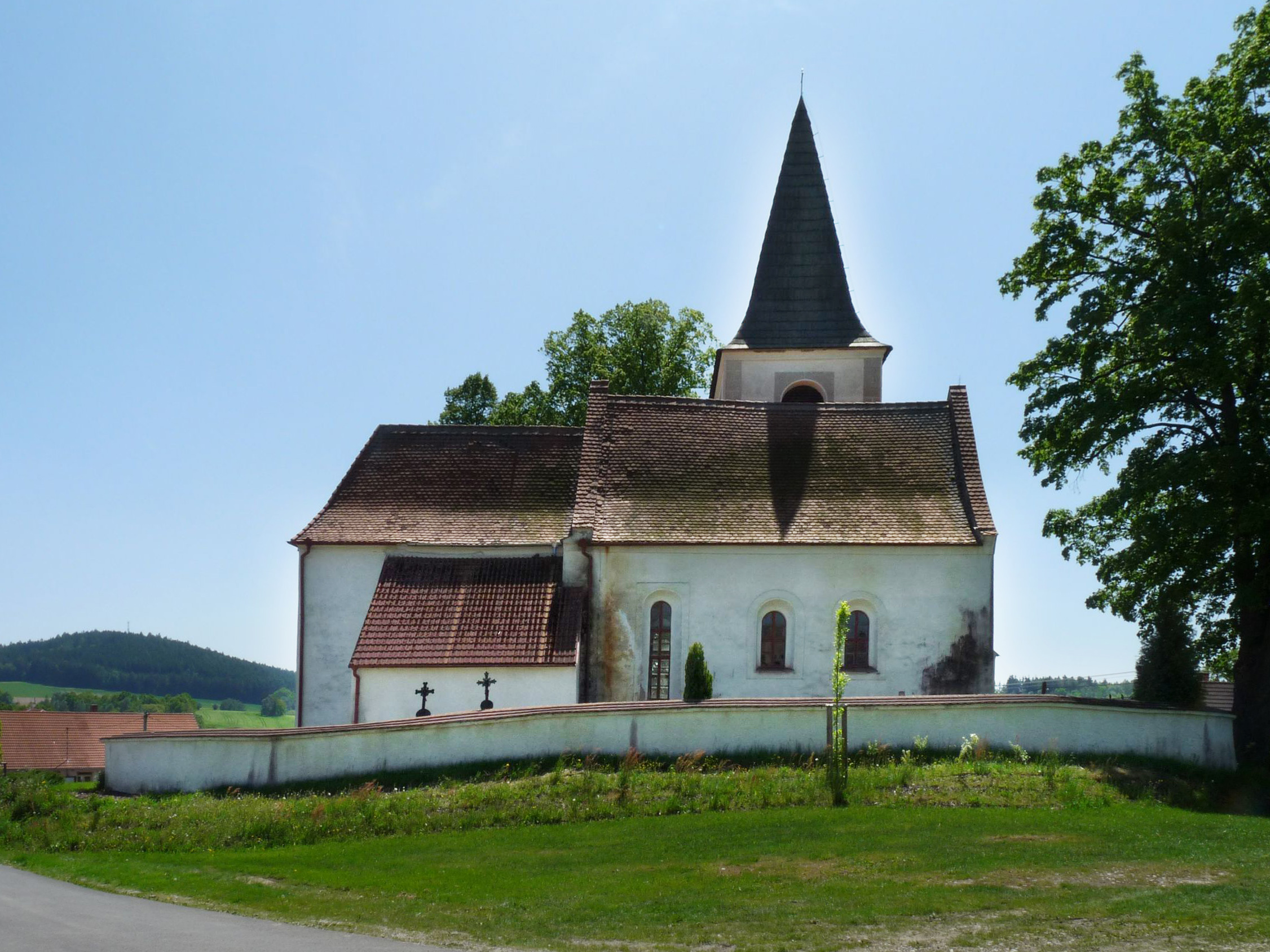
Kostel svaté Kateřiny
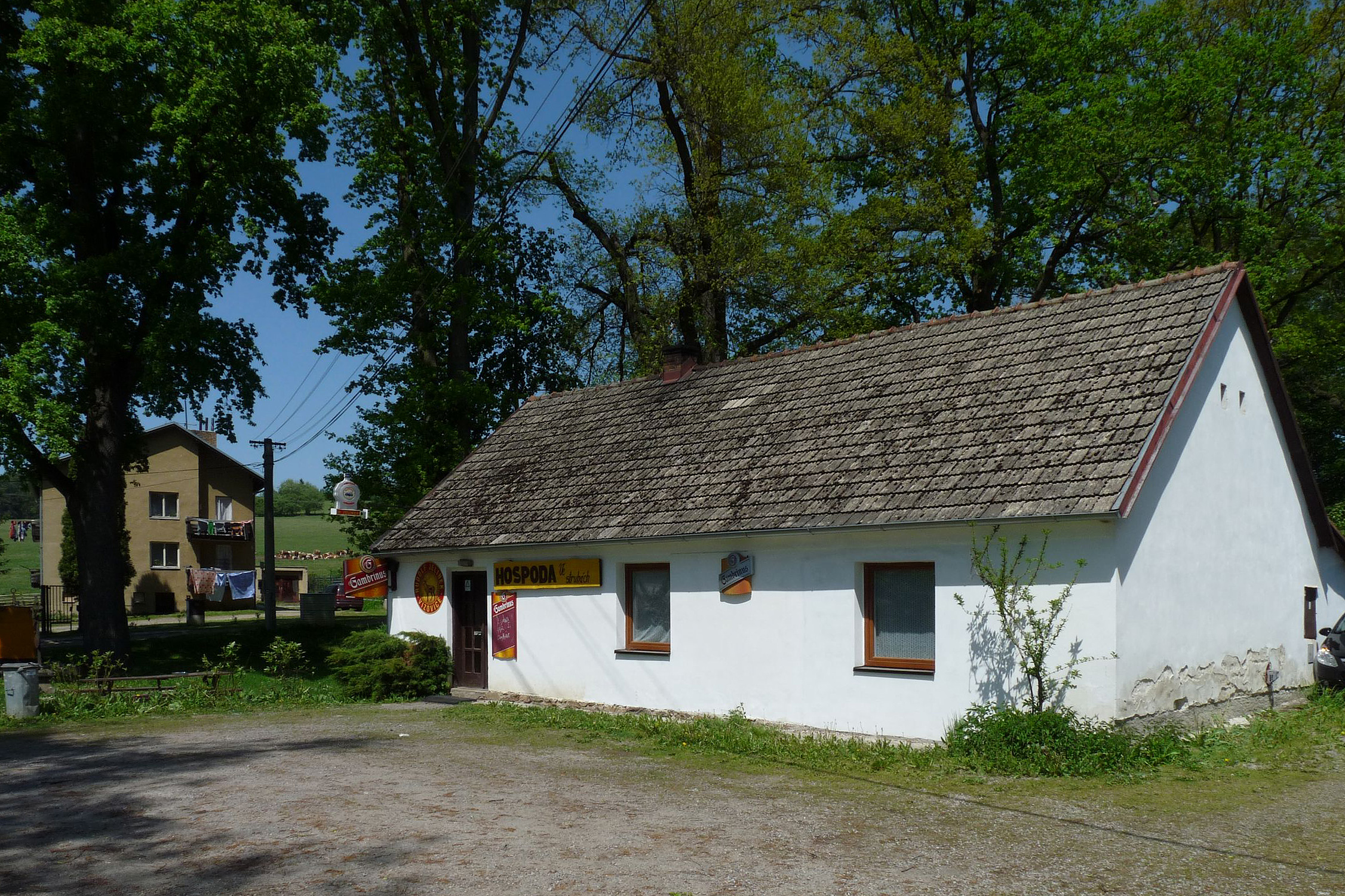
Hostinec
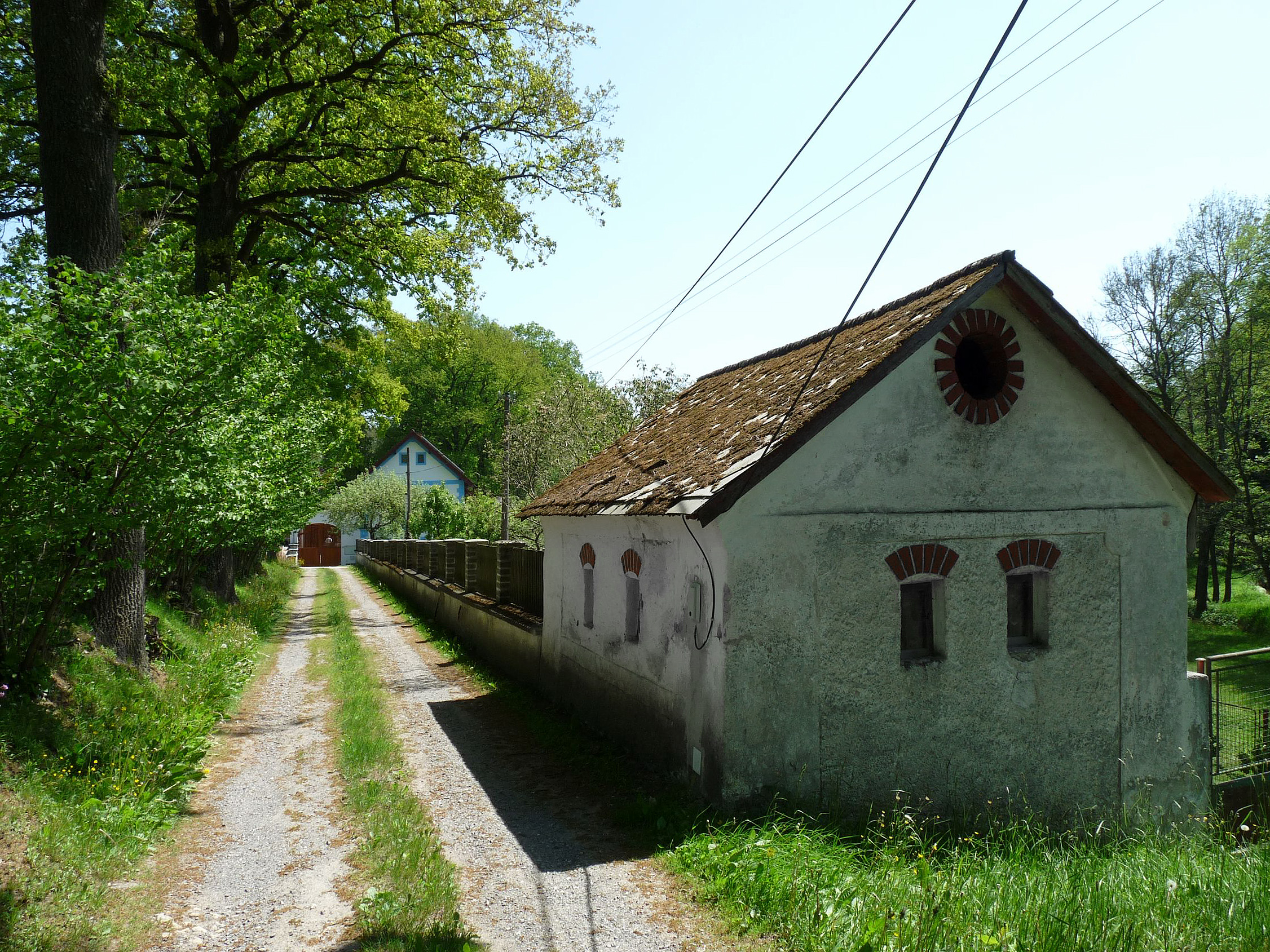
Mrázkův mlýn
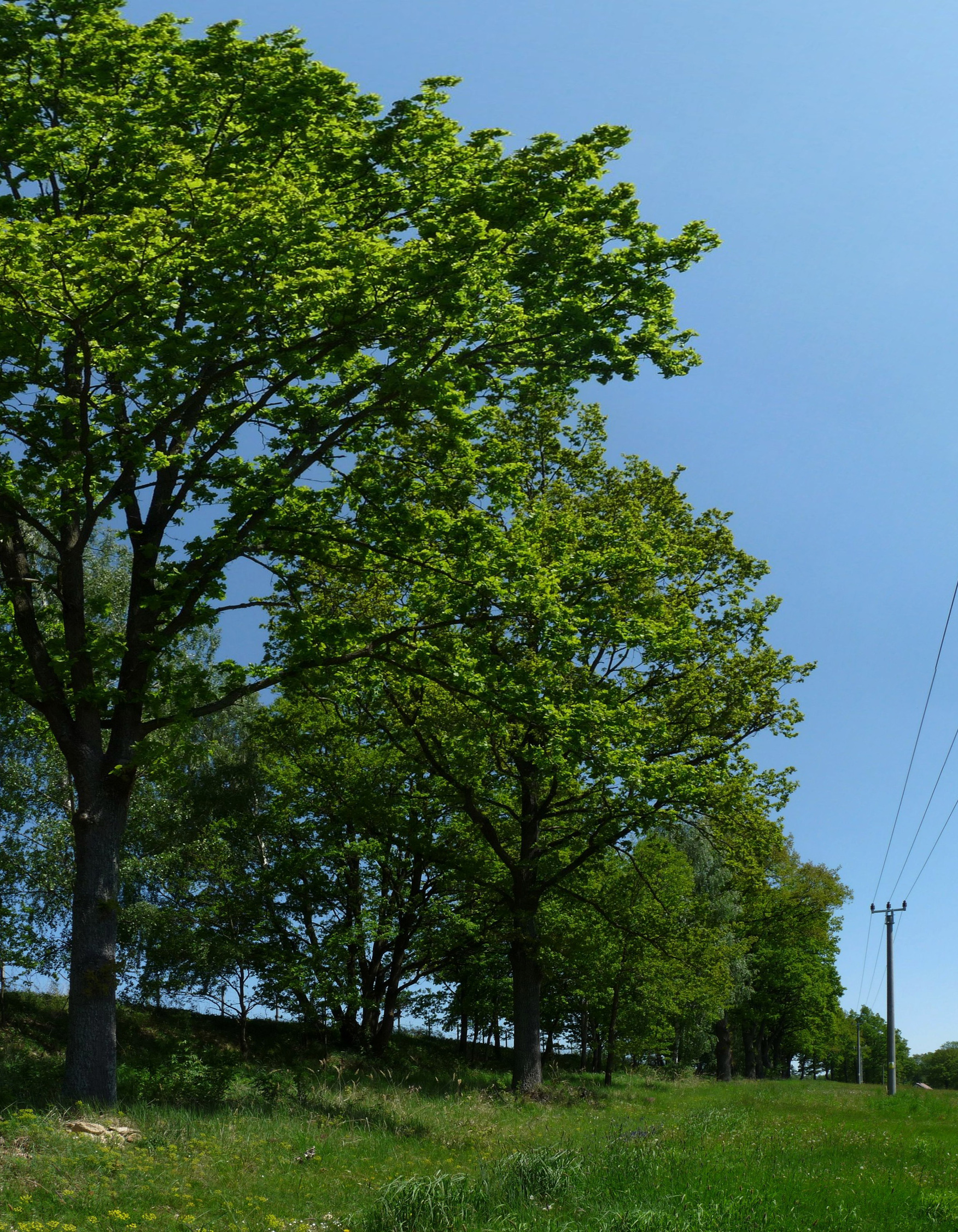
Mrázkova alej
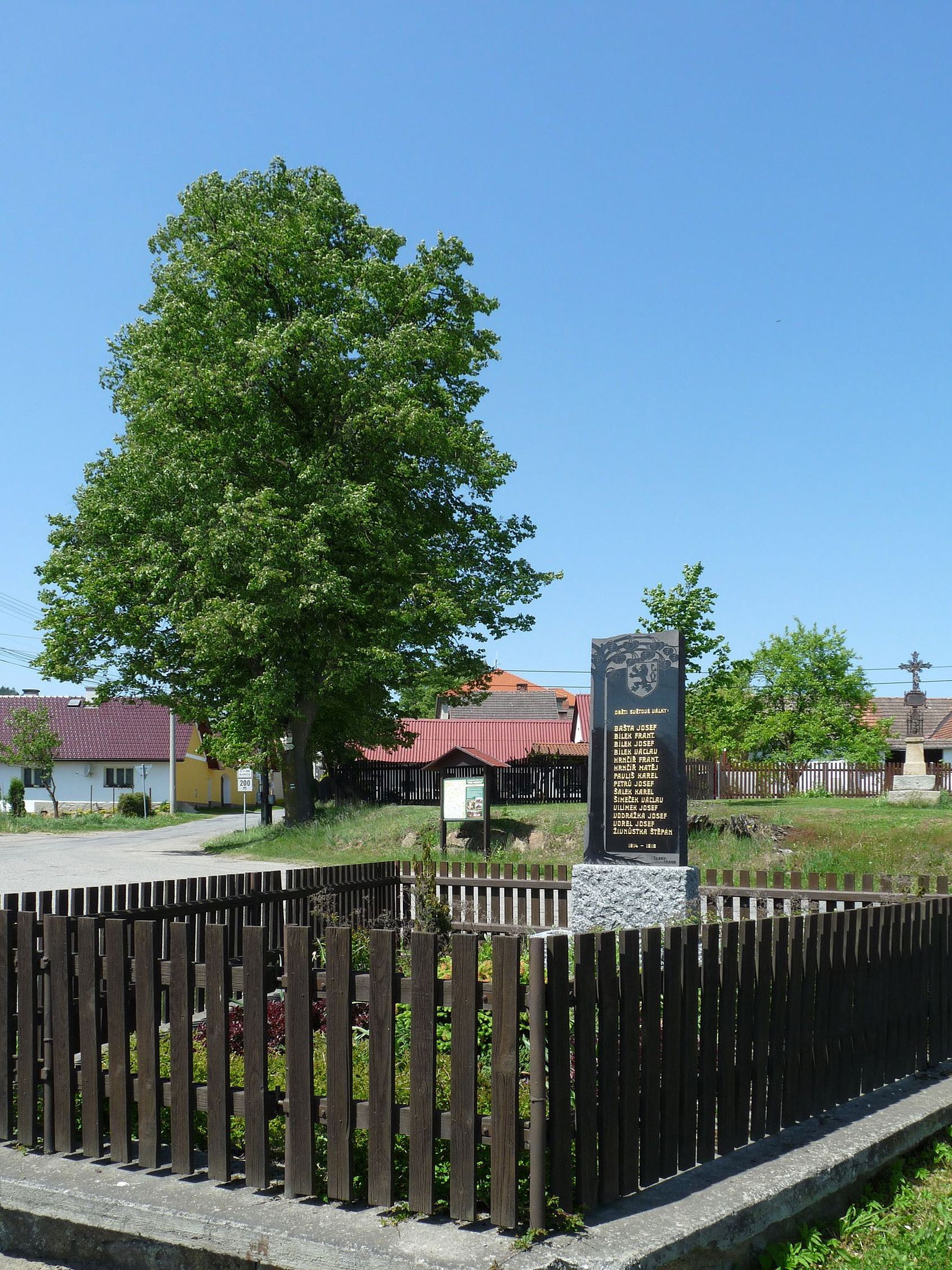
Pomník padlým